# Český rozhlas Vltava
Český rozhlas Vltava ist das dritte landesweit gesendete Radioprogramm des tschechischen öffentlich-rechtlichen Hörfunks Český rozhlas. Der Sender ist nach der Moldau benannt, die auf Tschechisch Vltava heißt, und ist als Kultursender konzipiert.
Vltava spielt hauptsächlich klassische Musik und Jazz, daneben auch Weltmusik und zeitgenössische Musik. Der Sender berichtet über Neuigkeiten aus dem Kulturbereich und sendet eigenproduzierte Hörspiele und Radio-Features. Die Redaktion von Vltava betreut auch die digitalen Zusatzprogramme ČRo D-dur für klassische Musik und ČRo Jazz.
Vltava nahm am 4. September 1972 mit der symphonischen Dichtung Vltava (Die Moldau) von Bedřich Smetana den Sendebetrieb auf, nachdem der 1964 gegründete Kultursender des Tschechoslowakischen Rundfunks in einen tschechischen und einen slowakischen geteilt wurde.